# Adenodidymocystis intestinalis
Adenodidymocystis intestinalis är en plattmaskart. Adenodidymocystis intestinalis ingår i släktet Adenodidymocystis och familjen Didymozoidae. Inga underarter finns listade i Catalogue of Life.